# Francesco Petrarca
Francesco Petrarca, född 20 juli 1304 i Arezzo, Italien, död 19 juli 1374 i Arquà (som sedan 1870 heter Arquà Petrarca), var en stilbildande lyriker på italienska språket och historieskrivare. Tillsammans med Dante Alighieri och Giovanni Boccaccio ses han som en av de viktigaste företrädarna för den tidiga italienska litteraturen.

## Biografi
Francesco Petrarca var son till en florentinsk ämbetsman som tvingades till landsflykt undan politiska oroligheter. Familjen flyttade till Avignon då Francesco var i femårsåldern, samma år som påve Clemens V påbörjade Avignonpåvedömet. Där och i det närbelägna Carpentras växte Petrarca upp. Hans mor, Eletta Canigiani från Ancisa, avled år 1318. Sonen Francesco skrev då vid 14 års ålder Panegyricum in funere matris, en elegisk hyllning till hennes ära på latinsk hexameter. Det är den första kända dikten av honom. Han studerade så småningom juridik vid Universitetet i Montpellier och teologi vid Universitetet i Bologna. Han prästvigdes och utsågs till kanik. Antikens författare, de romerska klassikerna, tilldrog sig hans intresse, vilket långt senare skänkte honom benämningen "den förste humanisten". Han levde sitt liv på resande fot, omväxlande på olika platser i norra Italien och i Provence. I Fontaine-de-Vaucluse nära Avignon bodde han åren 1339-1353. Där finns idag ett museum till hans ära på den plats där hans hus stod. Hans gravvård återfinns i den lilla byn Arquà Petrarca i den norditalienska provinsen Padova.

## Verk
Francesco Petrarca fick erkännande som diktare tidigt. 1341 kröntes han med diktarlagern på Capitolium. Akademiska och kyrkliga arbeten skrev han på latin, men på folkspråket italienska skrev han sin lyrik, canzoner, sestiner, madrigaler, ballader och sonetter, alla ägnade Laura. Detta sammanhållna verk, hans Canzoniere, består av 366 dikter, varav 263 skrevs när Laura levde och 103 efter hennes död. Ingen vet säkert, men föremålet för hans dikt tros vara Laura de Sade (1310-1348), gift med greve Hugues II de Sade. Petrarca var starkt påverkad av den occitanska trubadurdiktningen företrädd av till exempel Arnaut Danièl. Estetiskt representerar han dolce stil nuovo tillsammans med bland andra Guido Cavalcanti och Dante Alighieri. Kärlekstemat är dock mer mänskligt, sinnligt och intimt uttryckt än den något äldre, kristet symboliska, behärskade och subtila tematiseringen hos Dante i förhållande till Beatrice Portinari.
| ”                | Klara och kyliga och lena vatten där sina vackra lemmar hon lade, den enda jag vill kalla kvinna; vänliga gren mot vilken (jag suckar när jag minns det) hon lutade sin vackra rygg och midja; blommor och gräs som täcktes lätt av hennes klänning och hennes vackra bröst; heliga, stilla luft där kärleken lät två vackra ögon öppna mitt hjärta; - lyssna nu, ni alla, till de sista sorgsna ord jag sjunger. | „ |
| – Ur Canzone 126 | |   |

## Påverkan

### Litterär påverkan
Petrarcas lyrik, i synnerhet hans sonetter, blev stilbildande i senare europeisk lyrik både vad gäller form och innehåll. Fenomenet brukar benämnas petrarkism. Exempel på självständiga efterföljare är Pierre de Ronsard, Andreas Gryphius, Francisco de Quevedo, William Shakespeare och många andra. Ett tidigt svenskt exempel är författaren till de 101 sonetterna i Wenerid (1680), den omdiskuterade 1600-talspseudonymen Skogekär Bergbo. Ingvar Björkesons tolkningar av Petrarca i urvalsvolymen Kärleksdikter finns med på den svenska listan över De 50 bästa diktsamlingarna i Världsbiblioteket, men detta bör mer ses som en fingervisning om Petrarcas centrala betydelse än som en betygsättning av just den utgåvan.

### Allmän påverkan
Petrarca brukar även kallas "den första moderna människan". Han och hans vän Giovanni Boccaccio räknas som övergångsgestalter från medeltid till renässans. Han var också en av de första att bestiga berg för nöjes skull. Med en viss tillfredsställelse skriver han om sin bestigning, tillsammans med sin tre år yngre bror Gherardo och två för tillfället inhyrda tjänare, av Mont Ventoux den 26 april 1336. Det tyska litteraturpriset Petrarca-Preis var uppkallat efter honom och delades första gången ut på just Mont Ventoux.

## Eftermäle
Nedslagskratern Petrarch på planeten Merkurius och asteroiden 12722 Petrarca är uppkallade efter honom.

## Samlad poesi på originalspråk
- Canzoniere it.wikisource.org

## Utgåvor på svenska
- Ur Francesco Petrarcas brev (Bonniers förlag, 1915, 141 s.) med en inledning av Vilhelm Ekelund.
- Världslitteraturen : de stora mästerverken. [12] (Bonniers förlag, 1928, 387 s.). Petrarca delar volym med Dante.
- Sonetti di Petrarca (Radiotjänst, 1955). Parallelltext på italienska och svenska. Svensk tolkning Göran O. Eriksson.
- Kärleksdikter (Natur & Kultur, 1989, 2002). Tolkning [och urval] av Ingvar Björkeson. Inledning av Bengt Holmqvist. Parallelltext på italienska och svenska. ISBN 91-27-09183-X
- Min hemlighet (Bokförlaget Atlantis, 2002). Från latinet av professor emeritus Birger Bergh.

### Fotnoter
1. ↑  Svensk tolkning av Göran O. Eriksson, Sonetti di Petrarca (Radiotjänst 1955). Trots boktitelns sonetter har just den här dikten en annan versform kallad canzone.
2. ↑  Brevet är skrivet senare, omkring 1350. Det finns publicerat i Epistolae familiares (IV, 1) och är med i Ur Francesco Petrarcas brev (1915) i översättning av Vilhelm Ekelund. Brevet inleder antologin Renässansens litteratur 1, prosa och epik, under redaktion av Lennart Breitholtz i serien Litteraturens klassiker (1963). Brevet diskuteras av litteraturvetaren Bengt Holmqvist i hans inledning till Kärleksdikter (1989).
3. ↑  ”Petrarch on Mercury” (på engelska). International Astronomical Union. 12 oktober 2016. https://planetarynames.wr.usgs.gov/Feature/4672. Läst 19 februari 2023.
4. ↑  ”Minor Planet Center 12722 Petrarca” (på engelska). Minor Planet Center. https://www.minorplanetcenter.net/db_search/show_object?object_id=12722. Läst 19 februari 2023.